# العمل في باكستان
العمل في باكستان تمتلك باكستان أحد أكبر موارد العمالة والقوى العاملة في العالم نظرًا لتعداد سكانها الكبير، والذي تحتل فيه المرتبة السادسة في العالم. وفقًا للبيانات الصادرة عن كتاب حقائق العالم لوكالة المخابرات المركزية يبلغ إجمالي عدد القوى العاملة في باكستان 57.2 مليون، مما يجعلها تاسع أكبر دولة من حيث القوى العاملة البشرية المتاحة. حوالي 43٪ من هذا العمل يعمل في الزراعة، 20.3٪ في الصناعة، والباقي 36.6٪ في الخدمات الأخرى.
كثيراً ما أثارت النقابات العمالية ومنظمات حقوق العمال الظروف التي يعمل في ظلها العمال الباكستانيون. هناك أيضًا استخدام مثير للجدل ولكنه واسع النطاق تتمثل في عمالة الأطفال في باكستان. جنباً إلى جنب مع دول أخرى في جنوب آسيا، باكستان على نطاق واسع تصدر الكثير من العمالة إلى دول الخليج العربي المجاورة في الشرق الأوسط.